# Герб Кюндядинского наслега
Герб муниципального образования сельское поселение «Кюндядинский наслег» Нюрбинского района Республики Саха (Якутия) Российской Федерации.
Герб утверждён решением Кюндядинского наслежного Совета № 17-04 от 26 марта 2009 года.
Герб внесён в Государственный геральдический регистр Российской Федерации под регистрационном номером 6440.

## Описание герба
«В лазоревом поле с чешуевидной зелёной оконечностью тонко окаймлённой серебром вверху — серебряный безант; поверх всего — возникающая снизу золотая сэргэ (якутская коновязь в виде толстого резного столба с отходящими от него четырьмя ветвями (по две в каждую сторону)), каждая ветвь которого на конце процвела одним зелёным листом, а на верху поставлен золотой чорон (сосуд для кумыса в виде горшка на трех ножках)».